# Монгкай
Монгкай (в'єт. Móng Cái) — місто у Північному В'єтнамі, провінція Куангнінь. 

## Географія
Розташований на кордоні з КНР (навпроти міста-повіту Дунсін) у дельті річки Бейлунь.

### Клімат
Місто знаходиться у зоні, котра характеризується вологим субтропічним кліматом. Найтепліший місяць — червень із середньою температурою 28.3 °C (83 °F). Найхолодніший місяць — січень, із середньою температурою 15.6 °С (60 °F).
| Клімат Монгкая (район Південний Віньтхоук) | Клімат Монгкая (район Південний Віньтхоук) | Клімат Монгкая (район Південний Віньтхоук) | Клімат Монгкая (район Південний Віньтхоук) | Клімат Монгкая (район Південний Віньтхоук) | Клімат Монгкая (район Південний Віньтхоук) | Клімат Монгкая (район Південний Віньтхоук) | Клімат Монгкая (район Південний Віньтхоук) | Клімат Монгкая (район Південний Віньтхоук) | Клімат Монгкая (район Південний Віньтхоук) | Клімат Монгкая (район Південний Віньтхоук) | Клімат Монгкая (район Південний Віньтхоук) | Клімат Монгкая (район Південний Віньтхоук) | Клімат Монгкая (район Південний Віньтхоук) |
| Показник                                   | Січ.                                       | Лют.                                       | Бер.                                       | Квіт.                                      | Трав.                                      | Черв.                                      | Лип.                                       | Серп.                                      | Вер.                                       | Жовт.                                      | Лист.                                      | Груд.                                      | Рік                                        |
| Абсолютний максимум, °C                    | 31                                         | 30                                         | 35                                         | 33                                         | 37                                         | 37                                         | 38                                         | 37                                         | 38                                         | 36                                         | 33                                         | 31                                         | 38                                         |
| Середній максимум, °C                      | 19                                         | 19                                         | 21                                         | 25                                         | 30                                         | 31                                         | 31                                         | 31                                         | 31                                         | 29                                         | 25                                         | 21                                         | 26                                         |
| Середня температура, °C                    | 15                                         | 16                                         | 18                                         | 22                                         | 26                                         | 28                                         | 28                                         | 28                                         | 27                                         | 24                                         | 20                                         | 17                                         | 22                                         |
| Середній мінімум, °C                       | 12                                         | 13                                         | 16                                         | 20                                         | 23                                         | 25                                         | 25                                         | 25                                         | 23                                         | 20                                         | 16                                         | 13                                         | 19                                         |
| Абсолютний мінімум, °C                     | 1                                          | 5                                          | 6                                          | 9                                          | 14                                         | 18                                         | 20                                         | 20                                         | 16                                         | 10                                         | 2                                          | 3                                          | 1                                          |
| Норма опадів, мм                           | 30                                         | 50                                         | 70                                         | 90                                         | 300                                        | 470                                        | 590                                        | 570                                        | 330                                        | 180                                        | 80                                         | 40                                         | 2850                                       |
| Днів з дощем                               | 2                                          | 4                                          | 4                                          | 5                                          | 7                                          | 20                                         | 22                                         | 22                                         | 14                                         | 10                                         | 6                                          | 3                                          | 124                                        |
| Вологість повітря, %                       | 74                                         | 81                                         | 86                                         | 87                                         | 84                                         | 85                                         | 85                                         | 86                                         | 83                                         | 78                                         | 81                                         | 76                                         | 82                                         |
| ------------------------------------------ | ------------------------------------------ | ------------------------------------------ | ------------------------------------------ | ------------------------------------------ | ------------------------------------------ | ------------------------------------------ | ------------------------------------------ | ------------------------------------------ | ------------------------------------------ | ------------------------------------------ | ------------------------------------------ | ------------------------------------------ | ------------------------------------------ |
| Джерело: Weatherbase                       |                                            |                                            |                                            |                                            |                                            |                                            |                                            |                                            |                                            |                                            |                                            |                                            |                                            |